# Aïn Reggada
Aïn Reggada (em árabe: عين رقادة) é uma cidade e comuna localizada na província de Guelma, Argélia. Segundo o censo de 2008, a população total da cidade era de 7 688 habitantes.